# Torbjörn Lundh
Torbjörn Lundh, född 9 juni 1965, är en svensk matematiker.
Torbjörn Lundh utbildade sig i teknisk fysik vid Uppsala universitet och disputerade i potentialteori. Han arbetar med biomatematik som biträdande professor vid matematiska institutionen vid Chalmers tekniska högskola och Göteborgs universitet. 
Torbjörn Lundh är ordförande i Svenska nationalkommittén för matematik under Kungliga vetenskapsakademien.